# Стейк-хаус

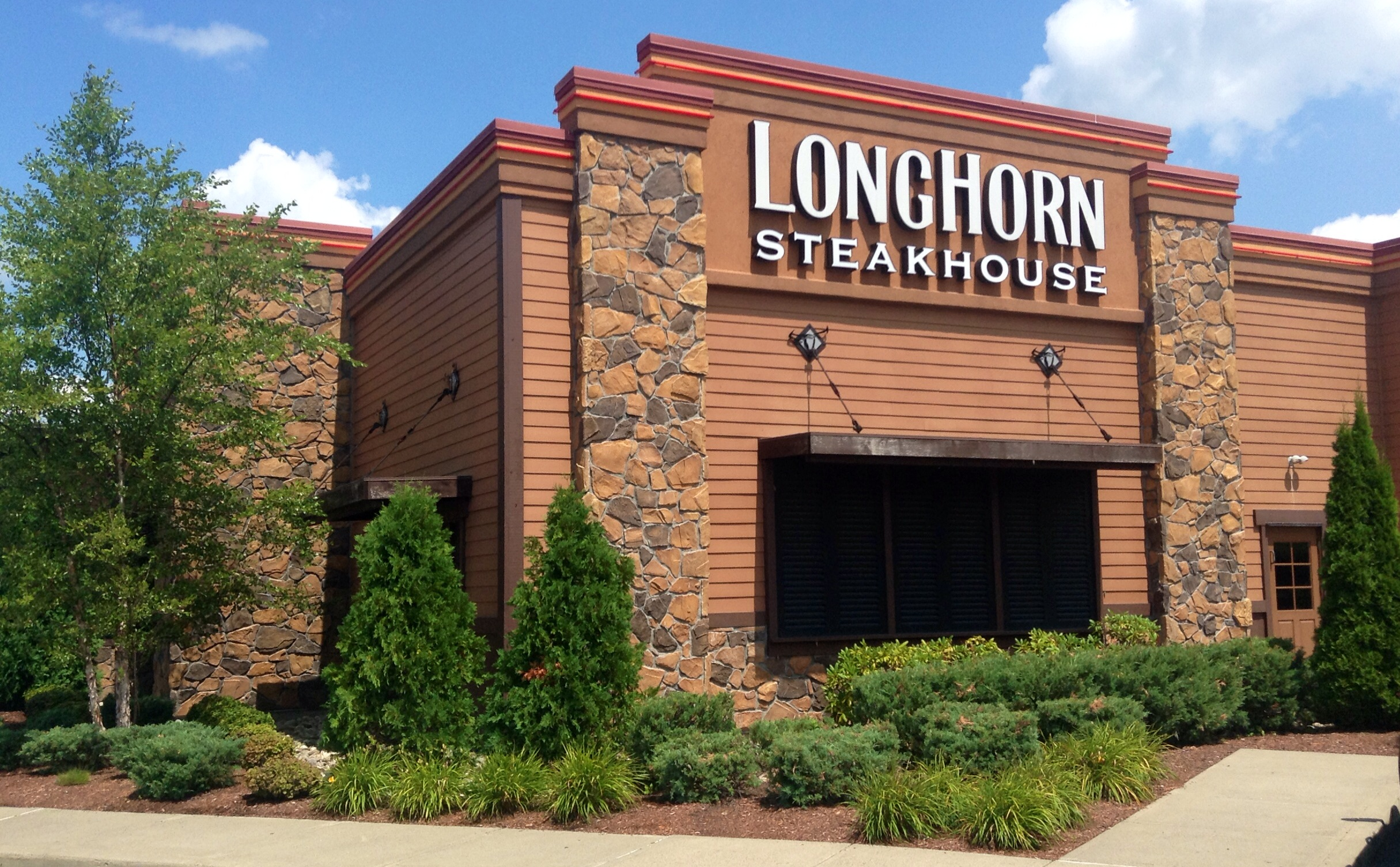
Стейкхаус в Манчестер (Коннектикут)

Стейкхаус (англ. steakhouse, steak house, chophouse) – ресторан, специализирующийся на стейках и отбивных, характерный в основном для Северной Америки. Современные стейк-хаусы могут также предлагать другие виды мяса, включая птицу, жареные ребрышки и телятину, а также рыбу и другие морепродукты. Стейк-хаусы могут быть обычными или ресторанами высокой кухни.

## История
Чопхаусы (chophouses) появились в Лондоне в 1690-х годах и подавали порционные куски мяса, известные как вырезки или отбивные (англ. chop) . Традиционный характер подаваемой еды ревностно сохранялся на протяжении всего 19 века, несмотря на то, что на континенте появились новые стили кулинарии, которые становились модными. Обычно чопхаусы были открыты только для мужчин .
Самый старый чопхаус находится в лондонской таверне Simpson's Tavern и считается знаковым заведением Лондона, сохраняя свой декор 19 века.
Стейк-хаус возник в Соединенных Штатах в середине 19 века как развитие гостиниц и баров .
Старейшим непрерывно работающим рестораном в Соединенных Штатах является Old Homestead Steakhouse в Нью-Йорке, основанный в 1868 году. До этого в Нью-Йорке существовали чопхаусы, такие как Cobweb Hall, принадлежащий Дэвиду Паттулло, которые были известны своими бараньими отбивными и предлагали дополнительные блюда, такие как бифштексы, бараньи почки, бекон и картофель .
Сегодня стейк-хаусы можно найти по всей территории США .